# Hampus Lindwall
Hampus Lindwall (* 1976 in Stockholm, Schweden) ist ein schwedischer Organist, Komponist und Improvisator, der für seine Arbeit im Bereich zeitgenössischer, experimenteller und elektronischer Musik bekannt ist. Seit 2005 ist er Titularorganist an der Kirche Saint-Esprit in Paris, eine Position, die durch die Organistin Jeanne Demessieux berühmt wurde, die sie zwischen 1933 und 1962 innehatte.

## Leben und Karriere
Hampus Lindwall, der sich in musikalischer Hinsicht als „Kind der 80er und 90er“ bezeichnet, wuchs in Stockholm in einer musikalischen Familie auf und begann in den 1990er Jahren, als die Stockholmer Clubszene zu boomen begann, seine musikalische Laufbahn als Gitarrist in Rock-, Metal- und Jazzbands. Musikalisch prägten ihn in dieser Zeit Metal-Bands wie Metallica, Megadeth und Slayer. Sein musikalisches Handwerk erlernte er zunächst, indem er die Soli auf seinen Schallplatten von Steve Vai nachspielte. Auch Gitarristen wie Yngwie Malmsteen und Eddie Van Halen hatten Einfluss auf seine musikalische Sozialisation. Die Ästhetik der 90er-Jahre-Rave-Szene beeinflusste ebernfalls sein künstlerisches Schaffen und ist bis heute „ein wichtiger Teil seiner musikalischen DNA“. In seinen späten Teenagerjahren wandte er sich dem Keyboard und schließlich der Orgel zu. Er studierte an der Königlichen Musikhochschule Stockholm, an der er zwei Bewerbungen eingereicht hatte: eine für die Jazzabteilung als Gitarrist, in der er jedoch „aus fadenscheinigen Gründen“ abgelehnt wurde, und eine für die Abteilung für klassische Musik als Organist, wo Torvald Torén und Anders Bondeman seine Lehrer waren. Ab 2002 setzte er seine Ausbildung in Frankreich fort – zunächst am Conservatoire de Saint-Maur-des-Fossés, später am Conservatoire National Supérieur de Musique in Lyon bei Eric Lebrun, Pierre Pincemaille und Loïc Mallié fort. Zu seinen wichtigsten Lehrern zählte Rolande Falcinelli, deren letzter Schüler er war.
Lindwall ist ein Interpret zeitgenössischer Orgelmusik und als kreativer Improvisator. Er gewann mehrere internationale Improvisationswettbewerbe, darunter:
- Orgel ohne Grenzen – Air Art 2003 in Saarbrücken
- Prix Boëllmann-Gigout 2004 in Straßburg

Neben seiner Tätigkeit als Konzertorganist ist er Professor für Improvisation am Institut Supérieur de Musique et de Pédagogie Royal (IMEP) in Namur (Belgien) und künstlerischer Leiter des Projekts Les Inspirations Visibles. Von 2009 bis 2012 war er für die Konzeption der Orgel am Studio Acusticum in Piteå verantwortlich.
Lindwall arbeitet bei Uraufführungen und im Rahmen von Kooperationen regelmäßig mit zeitgenössischen Komponisten und Künstlern zusammen, darunter Cory Arcangel, Stephen O’Malley, Noriko Baba, Tarek Atoui, Raphaël Cendo, John Duncan, Leif Elggren, Phill Niblock, Mauro Lanza, Emily Sundblad und Susana Santos Silva. Ab 2008 entstanden regelmäßige Kollaborationen mit dem schwedischen Komponisten Jesper Nordin. Er komponierte und performte die Filmmusik zu John Duncans Videoprojekt The Glistening (2012). Mit dem amerikanischen Medienkünstler Cory Arcangel kollaborierte Lindwall bei den Realisierungen von dessen Komposition 24 Dances For The Electric Piano in der Berliner Philharmonie (2014), im MUMOK Wien (2015) und im Espace Culturel Louis Vuitton in München (2015). 2016 konzertierte er gemeinsam mit dem schwedischen Musiker Joakim Forsgren und dem schwedischen Künstler Leif Elggren im Rahmen des Werkleitz Festivals in der Moritzkirche in Halle (Saale). Mit der US-amerikanischen Malerin und Musikerin Emily Sundblad gab er 2018 in der Jesuitenkirche in Wien ein Konzert, das auch auf Video aufgezeichnet wurde. Gemeinsam mit der schwedischen Organistin und Musikerin Ellen Arkbro und der britischen Sängerin Hanne Lippard arbeitet er als Musiktrio L'Auditori zusammen.
Hampus Lindwall konzertierte in Musikzentren in Europa, in den USA, Kanada und der Volksrepublik China. 2022 war er beim Internationalen Düsseldorfer Orgelfestival zu Gast. Er veröffentlichte Alben bei den Labels Ligia Digital, Clean Feed Records, Firework Editions, Matière-Mémoire, SUPERPANG und Blank Forms veröffentlicht. 2021 erschien beim Label Matière-Mémoire auf Vinyl sein Album Lost and Found, auf dem er, wie das Musikmagazin Boomkat schrieb, „Acid fallen ließ“ und dabei eine „umfassende Reihe virtuoser Acid-Soli“ auf einer TB-303 spielte. 2025 legte er sein Album Brace of Impact vor, das er auf der Orgel der St. Antonius-Kirche in Düsseldorf eingespielt hat.
Lindwalls musikalischer Stil ist geprägt von einer Verbindung klassischer Orgeltradition mit elektronischer Musik, Improvisation und interdisziplinären Kunstformen. Seine Arbeit überschreitet oft die Grenzen traditioneller Orgelmusik und integriert Elemente aus Performance, Medienkunst und Klangforschung.
Lindwall lebt und arbeitet in Brüssel und Paris.